# Pegasta čeladica
Pegasta čeladica (znanstveno ime Mycena maculata) je gliva iz rodu čeladic (Mycena).

## Značilnosti
Klobuk ima v premeru od 1 do 4,5 cm, stožčast do nekoliko zvončast, večinoma brez grbice na sredini, gol in prosojno progast. Je sive do rjavkaste barve s svetlejšim robom, včasih z rdečkasto senco v sredini. S starostjo se razvijejo rdečkasto rjave lise in nazadnje pogosto postanejo popolnoma temno rdeče-rjave s svetlejšim robom.
Lističi so elastični in segajo, do beta na katerega so zaokroženo pripeti in se po njemu rahlo spuščajo. So bledo sive barve z belo ostrinko. S starostjo se razvijejo rdeče-rjave lise. Na celotnem obodu jih je od 20 do 23.
Bet je visok od 4 do 8 cm in širok od 1 do 5 mm. Je raven do nekoliko upoknjen, žilav, enakomerno valjast in po dolžini razpokan, votel in gol. Dnišče je gosto prekrito z volnatimi belimi vlakni. Gornji del je belkast, spodaj siv do sivo rjav. S starostjo postaja v dnišču temnejši, rjav do rdeče rjav in kasneje v celoti rdeče rjav.
Nima posebnega vonja in okusa.
Njen micelij je bioluminiscenten.

## Razširjenost in življenjski prostor
Raste v jeseni kot gniloživka na vseh vrstah lesa, najpogosteje na smreki.

## Mikroskopske značilnosti
Trosni odtis je bele barve. Trosi so elipsasti s kalilno poro, gladki, amiloidni in merijo 7,5–10 x 4,5–6 μm. Razmerje med dolžino in širino (Q) je 1,6.

## Podobne vrste
- nažlebičena čeladica (Mycena polygramma) ima lahko rdeče lise a se razlikuje po nažlebičenemu betu
- nagubana čeladica (Mycena galericulata) ima večje trose in bolj goste lističe.
- pripognjena čeladica (Mycena inclinata) ima neprijeten vonj in nazobčan rob klobuka

## Uporabnost
Neužitna.

## Galerija slik
- klobuki, lističi in beti
- amiloidni trosi
- trosi obarvani s Kongo rdečo